# 調速機
調速機 (ちょうそくき)とは、機械において回転などの運動の速度を自律的に調整する機械の事を指す。ガバナー (Governor) ともいう。電動機の回転数を一定に保つ方式には電子ガバナーと呼ばれるものがある。

## エンジン

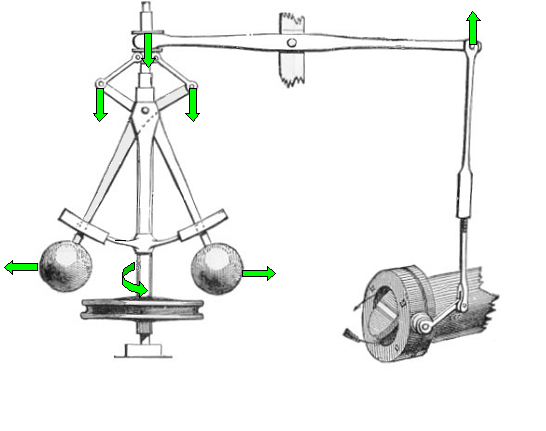
遠心ガバナー

蒸気機関の発明者でもあるワットが実用化した遠心調速機が有名である。
遠心調速機は回転する軸の回りのおもりが遠心力により外に振れることを利用する。蒸気機関の場合であれば、おもりの外への振れがシリンダーへ蒸気を導くバルブを閉じる方向に作用するようにしておく。出力が上がり回転が速くなるとおもりが振れ、バルブを閉じようとし、出力を抑える。出力が下がるとおもりが戻りバルブを開こうとし出力を上げる。この逆方向の制御（負帰還）の微妙なバランスにより機関の出力を一定に保つ。機関に負荷がある場合でも作用するのでより正しくは出力よりも名前通り速度調整を行うものである。
同様のものはガソリンエンジンなどの内燃機関やタービンエンジンでも使われている。ガソリンエンジンや石油発動機では、蒸気バルブの代りに気化器（キャブレター）の弁を開閉する。

## 時計
時計はその目的上、精密な制御が必要であり、十分な正確さの実現のために、調速機構というより定速機構である脱進機が用いられる。
機械式時計の初期の脱進機は、ぜんまいばねなどで駆動する場合、駆動トルクの変動の影響を受けるものであった。振り子時計は、脱進機を振り子の等時性によって制御するもので、非常に正確である。しかし、振り子はどうしても一定の空間を必要とし、動揺のある環境では使用できない。そのため、和時計は棒天符による脱進機を使用し、初期のクロノメーターなどは常に一定の力で駆動されるよう工夫された。
機械式の置き時計、腕時計や懐中時計などで用いられている脱進機は、テンプと呼ばれる錘とひげぜんまいと呼ばれるばねを組み合わせて振り子の代わりとしている他は振り子時計とほぼ同様のものを備える。
現代の主流はクォーツ時計であり、上記の機械式調速機は正確さよりも工芸品としての価値に重きを置いた時計にのみ使われるようになっている。

## オルゴール
オルゴールは、音楽を決まったテンポで演奏しなければならないが時計のような精密さは必要ない。今日一般的に見られる小型のオルゴールでは速度調整のため羽根のついた車（エアガバナー）がついており空気抵抗により回転を抑えるしくみになっている。かつて大型のレコード式のオルゴールでは、蓄音機と同じ形のガバナが取り付けられていた。

## 蓄音機
蓄音機では、音盤=レコードを再生演奏させるため、スプリングモーターの作用を一定に保つために組み込まれている。鋼に鉛の重りが取り付けられており、片方にガバナが固定された軸を回転させ、遠心力で鋼が重りの鉛に引かれて膨らむ。ガバナにも円盤が付けられ、そこにブレーキが取り付けられており、一定の力で円盤を押さえることで、音盤レコードの回転を一定に保つ。初期の音盤レコードの録音は78回転に統一されておらず、72回転くらいから、82回転くらいであったので、微調整も可能なようにガバナにブレーキが取り付けられて、回転数を合わせていた。

## カメラ
初期のカメラは人が経験と勘にもとづき、一定時間レンズキャップを外すなどして露光していた。写真材料の高感度化とレンズの高性能化により、シャッターを正確な時間開放することが重要になり、シャッターの調速機構はカメラの重要な構成要素のひとつとなった。古典的なカメラでは、だいたい1/30秒前後を境に高速側と低速側に分かれており、それぞれ高速ガバナ、低速ガバナ、のように呼ばれる。

## エレベーター
エレベーターでは、安全装置の1つとして調速機が使われている。定格の速度をある程度超過すると調速機が動作し、強制的にエレベーターを停止させるようになっている。

## 歴史
遠心調速機は、17世紀から風車の臼石同士の距離と圧力を調整するのに使われ始めた。初期の蒸気機関は純粋に往復運動しか使用せず、水の汲み上げなどに使われていた。そのため、動作速度が変動しても構わなかった。ジェームズ・ワットは回転式の蒸気機関を導入して工場の機械などを駆動できるようにしたが、それによって動作速度を一定に保つ必要が出てきた。1775年から1800年の間、ワットは事業家マシュー・ボールトンと共に500台ほどの回転式ビームエンジンを作った。その心臓部はワット自身が設計した「円錐振り子」式調速機である。複数の回転する鋼球を垂直な心棒に腕木で接続した形状で、それらの球の重さが制御力となっている。
ワットの設計に基づき、アメリカ人技術者ウィラード・ギブズは1872年、ワットの円錐振り子調速機を数学的なエネルギーバランスの観点から理論的に分析した。イェール大学の大学院で、ギブズは調速機が反応が鈍いという欠点と制御対象の速度変化に過剰に反応するという欠点を抱えていることを見ていた。
ワットの調速機の平衡（球の重さとその回転という2つの力の平衡）からの類推で、ギブズは2つの実体の平衡に依存する熱力学系を作り出す熱力学的平衡の理論を考え出した。1つめは中間物質に供給された熱エネルギーであり、2つめはその中間物質が発揮する運動エネルギーである。この場合の中間物質は蒸気である。このような理論的研究からギブズは1876年、『不均一な物質系の平衡に就いて』という論文を発表し、ギブズの調速機を製作した。それらの定式化はギブス自由エネルギー方程式という形で今日の自然科学で化学反応の平衡を決定するのに使われている。
20世紀に入って発明された真空管による増幅器においてフィードバックの利用法が確立し制御理論の研究が進んだが、それらは以上のような調速機の働きを明確化し理論化したものと言える。